# Грицюк, Сергей Анатольевич
Серге́й Анато́льевич Грицю́к (1963—1993) — майор Внутренних войск МВД РФ, участник разгона Верховного Совета России, Герой Российской Федерации (1993).

## Биография
Сергей Грицюк родился 8 апреля 1963 года в селе Ковалевка Николаевского района Николаевской области Украинской ССР. Окончил среднюю школу, в 1980 году поступил на учёбу в Орджоникидзевское высшее военное командное училище внутренних войск. Служил на различных должностях в Отдельной мотострелковой дивизии оперативного назначения имени Дзержинского. К октябрю 1993 года был в ней заместителем командира 2-го мотострелкового батальона.
4 октября 1993 года подразделение дивизии получило задание пройти по улице Николаева на Краснопресненскую набережную, а затем подойти к Белому Дому и прикрыть бронетранспортёрами людей, которые будут оттуда выходить и вывести их в безопасное место. Грицюк находился в бронетранспортёре с бортовым номером 450 вместе с рядовым Олегом Петровым и лейтенантом Александром Михайловым. На подъезде к Белому Дому из переулка Глубокого бронетранспортёр был обстрелян из крупнокалиберного пулемёта. В ходе дальнейшего продвижения он был подбит. По словам очевидцев, это совершили военнослужащие 119-го гвардейского парашютно-десантного полка 106-й гвардейской воздушно-десантной дивизии, ошибочно принявшие подразделение внутренних войск за сторонников Верховного Совета, пытавшихся прорваться на помощь к блокированным в Белом Доме. Грицюк и Петров погибли на месте, Михайлов впоследствии скончался от полученных ранений в госпитале. Похоронен на кладбище деревни Новая Балашихинского района Московской области.
Указом Президента Российской Федерации № 1600 от 7 октября 1993 года майор Сергей Грицюк посмертно был удостоен высокого звания Героя Российской Федерации. Также был награждён медалью «За отличие в воинской службе» 3-й степени. Навечно зачислен в списки части.